# Leonidas I

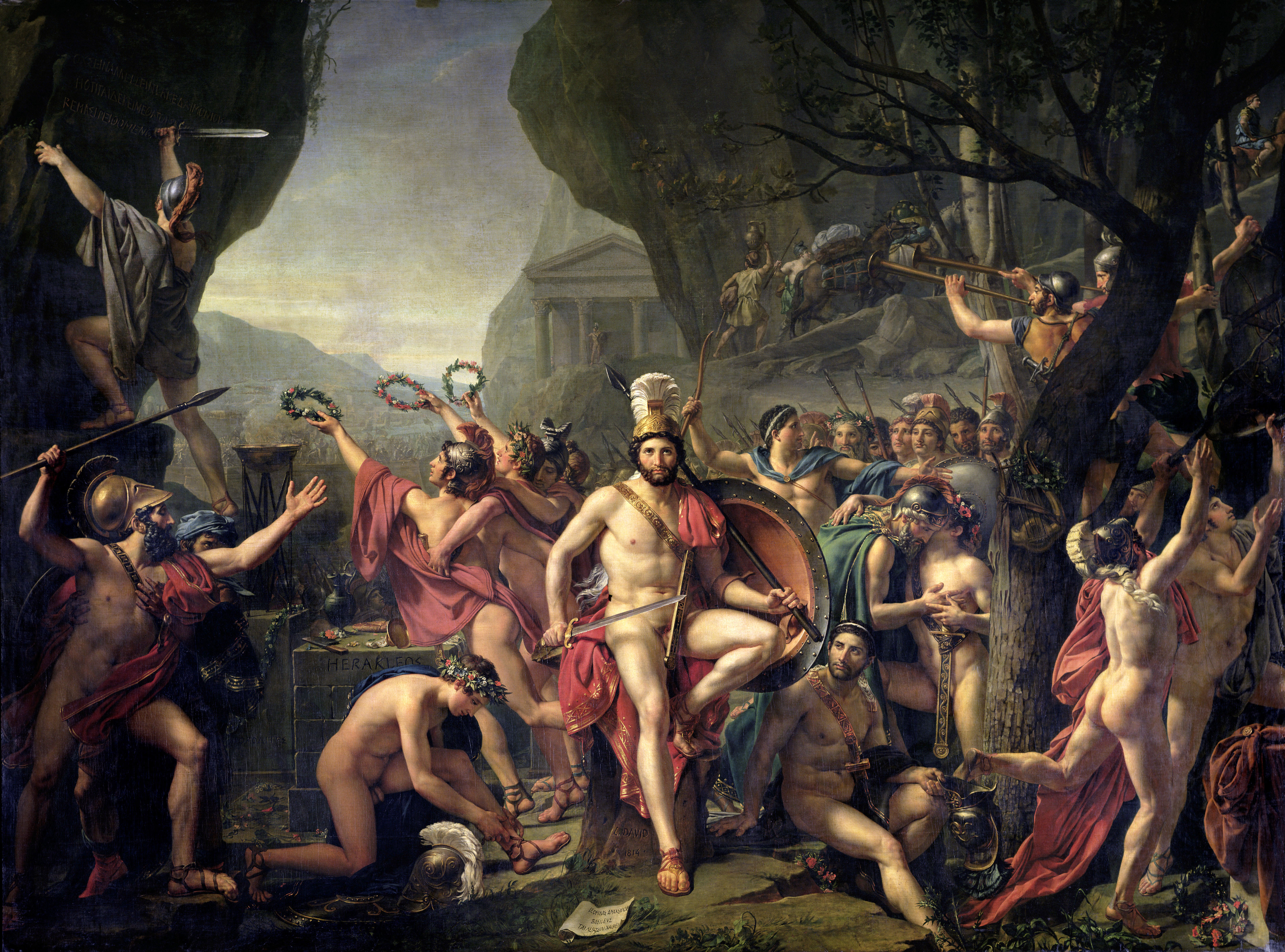
Jacques-Louis David: Leonidas pod Termopilami (1814)

Leonidas (gr. Λεωνίδας) – od około 490 p.n.e. król Sparty, syn Anaksandridasa II i jego pierwszej żony.

## Życiorys
Poślubił Gorgo, córkę swojego przybranego brata Kleomenesa I, z którą miał syna Plejstarchosa. W 480 p.n.e. dowodził obroną przesmyku termopilskiego, stojąc na czele 300 Spartan i kilku tysięcy żołnierzy z innych państw greckich. Przez trzy dni odpierał ataki wielotysięcznej armii króla Persji, Kserksesa I, która nie mogła w wąskim przejściu wykorzystać przewagi liczebnej. W wyniku zdrady pasterza Efialtesa wrogie oddziały zaszły od tyłu Greków. Leonidas odesłał wtedy wojska państw sprzymierzonych i z trzystoma Spartanami, tyluż Helotami oraz siedmioma setkami Tespijczyków bronił wąwozu do końca. Poświęcenie Leonidasa i jego wojowników dało czas reszcie żołnierzy na wycofanie się.
W bitwie pod Termopilami Spartanie stawiali zaciekły opór, jednak przeważająca liczba Persów zmiażdżyła niewielkie siły Leonidasa, który na koniec poległ w bitwie. Tebanie poddali się, wypalono im piętna, przed wojskami perskimi droga została otwarta.

## Odbiór
Postać Leonidasa jest symbolem bohaterstwa i mężnego poświęcenia, nawet w sytuacji bez wyjścia. W miejscu śmierci jego i jego oddziałów postawiono obelisk w kształcie lwa (tropaion) z wyrytym epigramatem autorstwa Symonidesa: „Przechodniu, powiedz Sparcie, że leżymy tutaj posłuszni jej prawom”.
Inna wersja historyczna i treść, widniejąca tam dziś: „Przechodniu, idź i powiedz Lacedemończykom [Lacedemon, Lakonia – kraina geograficzna, w której leżała Sparta], żeśmy tu legli posłuszni ich prawom”.

## W kulturze
W ekranizacjach historii obrony wąwozu Termopile w jego rolę wcielił się Richard Egan w filmie 300 Spartan z 1962 w reżyserii Rudolpha Mate. Postać Leonidasa pojawiła się również w komiksie Franka Millera – 300, zekranizowanego w 2006 przez Zacka Snydera, który w roli Leonidasa obsadził Gerarda Butlera. W 2008 miała miejsce premiera parodii filmu Snydera – Poznaj moich Spartan – w którym w Leonidasa wcielił się Sean Maguire.
Często cytowana, w wielu językach, a przez Greków używana także obecnie, bywa odpowiedź, której Leonidas udzielić miał perskim posłom: Μολών λαβέ - Przyjdź i weź.  